# Ipsen
Pour les articles homonymes, voir IPSEN.
Ipsen est un groupe biopharmaceutique français fondé en 1929, spécialisé en oncologie, en neurosciences, dans les maladies rares, ainsi qu'en santé familiale. L'entreprise réalise un chiffre d’affaires de 2,6 milliards d’euros (2019) et commercialise une vingtaine de médicaments dans 88 pays. Il réunit plus de 5 700 salariés dans le monde. IPSEN est l'acronyme de « Institut des produits de synthèse et d'extraction naturelle ». Les activités actuelles du groupe sont davantage diversifiées qu'à l'origine.

## Historique

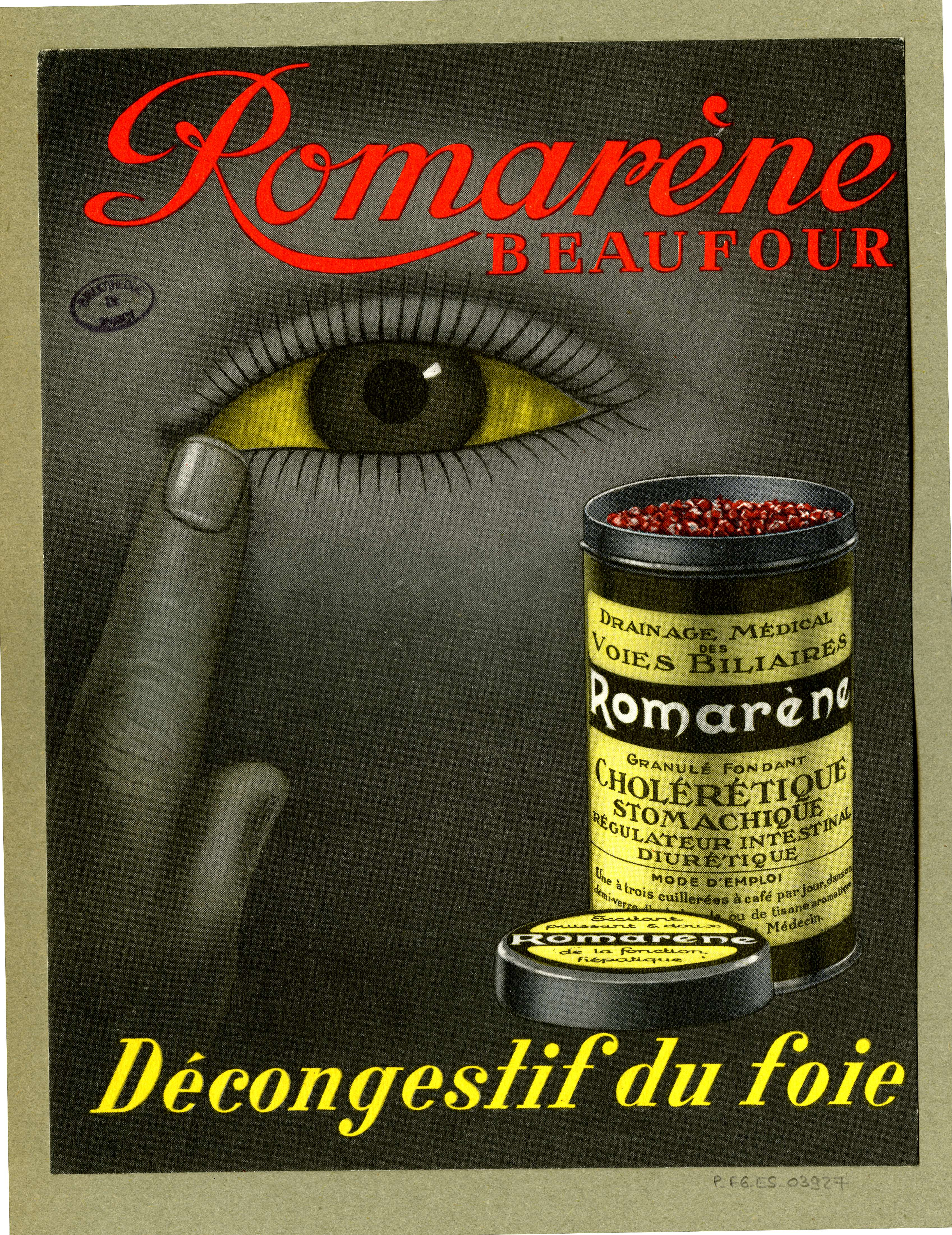

En 1929, le docteur Henri Beaufour fonde les Laboratoires Beaufour à Dreux. Le premier produit commercialisé est la Romarène, médicament à base de romarin destiné au traitement des troubles digestifs, retiré du marché en 2011.
Dans les années 1950 et 1960, les Laboratoires Beaufour connaissent une phase d'expansion. En 1954, le groupe lance le citrate de bétaïne, notamment utilisé dans le traitement symptomatique des dyspepsies. Les deux fils d'Henri Beaufour, Albert et Gérard Beaufour, rejoignent l'entreprise. Le groupe ouvre une usine à Dreux en 1961, et une autre à L'Isle-sur-la-Sorgue en 1965. Un centre de recherche ouvre au Plessis-Robinson la même année.
Dans les années 1970 et 1980, les Laboratoires Beaufour créent une filiale, Ipsen (1975), et se lance dans l'internationalisation de leurs activités. En 1976, l'entreprise ouvre un centre de recherche à Milford (Massachusetts) aux États-Unis. En 1977, le groupe lance le Smecta (argile diosmectite, pansement gastro-intestinal et anti-diarrhéique).
En 1986, le groupe lance le Decapeptyl, utilisé pour traiter certaines pathologies influencées par les hormones sexuelles comme le cancer de la prostate, l'endométriose, le fibrome utérin ou la puberté précoce.
Dans les années 1990, le groupe diversifie son activité et poursuit son expansion internationale. En 1990, un centre industriel est créé à Signes, dans le Var. En 1992, le groupe ouvre une filiale en Chine. En 1994, le groupe lance le Dysport (toxine botulique de type A destinée au traitement des spasmes musculaires) après acquisition de la société britannique Speywood (dénommée à l'époque Porton International). La même année, le groupe ouvre une filiale en Russie. En 1995, le groupe lance la Somatuline, utilisée en cas d'hypersécrétion d'hormones de croissance (acromégalie) et dans les tumeurs neuro-endocrines, et en 1996, le Forlax.
En 2000, le décès d'Albert Beaufour, fils du fondateur et actionnaire majoritaire du groupe, déclenche «  une longue bataille feutrée », remarque le magazine Forbes, pour la direction du groupe. Elle sera finalement remportée par les petits-enfants, Anne Beaufour et Henri Beaufour, lesquels recourent à des trusts enregistrés dans le paradis fiscal des Bermudes pour organiser leur succession.
En 2003, l'entreprise prend le nom d'Ipsen, puis en 2005, est introduit à la bourse de Paris sur Euronext. En 2004, l'entreprise inaugure une nouvelle unité de production de toxine botulique à Wrexham (Royaume-Uni). En 2007, l'entreprise établit un partenariat avec Galderma pour les produits à base de toxine botulique de type A en médecine esthétique. Par ailleurs, la somatuline obtient une autorisation de mise sur le marché (AMM) aux États-Unis pour le traitement de l'acromégalie.
En 2007, l'action Ipsen entre dans la composition de l'indice boursier SBF 120.
En 2007, le Dysport obtient une AMM américain[Quoi ?] dans certaines indications en médecine thérapeutique et esthétique. Le Décapeptyl en formulation 6 mois reçoit l'AMM dans neuf pays européens de l'Agence européenne des médicaments et est lancé en France.
En 2011, Ipsen annonce une nouvelle stratégie autour de plusieurs axes, dont un recentrage sur la médecine de spécialité, la recherche et développement et le développement international. En 2013, Ipsen acquiert la société britannique Syntaxin, leader dans l'ingénierie de la toxine botulique recombinante.
En 2014, l'entreprise participe à la création d'un laboratoire commun avec le CNRS — Archi-Pex —, le Commissariat à l'énergie atomique et aux énergies alternatives et l'université Rennes-I, dans le but de concevoir et développer des peptides hormonaux.
En 2016, le Dysport Injection est autorisé aux États-Unis dans le traitement de la spasticité des membres inférieurs de l'enfant âgé de deux ans et plus.
En 2016, Ipsen prend en licence le cabozantinib d'Exelixis qui obtient la même année l'AMM pour le traitement en deuxième ligne du carcinome avancé du rein. En janvier 2017, Ipsen annonce l'acquisition de certains actifs de Merrimack Pharmaceuticals, notamment Onivyde, destiné au traitement du cancer du pancréas et de l'ovaire, pour 1 milliard de dollars.
En 2019, Ipsen acquiert le laboratoire Clementia Pharmaceuticals, basé à Montréal et spécialisé dans les maladies osseuses rares (notamment sur le traitement), pour 1,3 milliard de dollars,,. Clementia apporte à Ipsen un médicament-candidat, le palovarotène, contre une maladie génétique rare, la fibrodysplasie ossifiante progressive. Les essais cliniques sont lancés puis interrompus aux États-Unis en 2020 en raison d'effets secondaires sur les enfants. La molécule n'est pas approuvée par l'autorité de régulation, qui lui donne néanmoins un statut prioritaire en 2021. Ipsen retire sa demande d'approbation à la FDA en 2021.
En février 2022, Ipsen annonce se séparer de sa division santé familiale après avoir entamé des négociations exclusives avec le laboratoire français Mayoly Spindler. Cette vente pourrait lui rapporter 350 millions d'euros.

## Médicaments

### En oncologie
Le cabozantinib (Cabometyx) est prescrit dans le traitement du cancer du rein avancé de l’adulte ayant reçu au préalable une thérapie ciblant le facteur de croissance de l’endothélium vasculaire. Le développement et la commercialisation du cabozantinib est assuré par Exelixis et Ipsen, qui concluent un accord exclusif de licence en 2016. Le Comité des médicaments à usage humain, comité scientifique de l’Agence européenne du médicament, émet un avis favorable, suivi d'une approbation de la Commission européenne. Lors du congrès de l’European Society for Medical Oncology (ESMO) sont présentés les résultats positifs de l’étude de phase 2 “CABOSUN” comparant le cabozantinib au sunitinib chez des patients atteints de carcinome avancé du rein non précédemment traité,. En 2018, la Commission européenne approuve le Cabometyx (cabozantinib) 20, 40, 60 mg en monothérapie dans le traitement du carcinome hépatocellulaire chez les adultes précédemment traités par sorafénib. Cette décision ouvre la voie de l’accès au marché de Cabometyx pour cette indication dans les 28 états-membres de l’Union européenne, ainsi qu’en Norvège et en Islande.
La triptoréline (Décapeptyl) est un peptide composé de 10 acides aminés, analogue de la GnRH (Gonadotrophin Realeasing Hormone) qui agit sur l’hypophyse afin de diminuer la sécrétion de FSH (Hormone folliculo-stimulante) et de LH (Hormone lutéinisante) et de bloquer la sécrétion d’hormones sexuelles.
L'hexylaminolévulinate ou HAL (Hexvix) est un agent de diagnostic photodynamique. Il permet la détection des tumeurs de vessie en cytoscopie de fluorescence en complément de la cytoscopie conventionnelle en lumière blanche.
La Somatuline (Lanréotide) est un analogue de la somatostatine freinant l’hypersécrétion d’hormone de croissance (GH) dans l’acromégalie et réduisant les symptômes dus à l’hypersécrétion hormonale par les tumeurs carcinoïdes. Ce médicament, qui générait 40 % des recettes de la société en 2021, est désormais concurrencé par des formulations génériques en Europe et aux États-Unis,.

### En endocrinologie
La somatropine (Nutropin) est un analogue de l’hormone de croissance humaine produite par la technologie de l’ADN recombinante : la somatropine. Ce médicament est utilisé dans le traitement de la déficience de l’hormone de croissance (GH) chez les enfants et les adultes.
L'IGF-1 recombinante (Increlex) est une hormone utilisée dans la prise en charge des enfants de petite taille présentant un déficit primaire sévère en IGF-I (PIGFD). La pathologie concernée est rare et le médicament a obtenu le statut de médicament orphelin.

### En neurosciences
La toxine botulique (Dysport) est utilisée pour traiter des pathologies caractérisées par des contractions musculaires involontaires et gênantes (dystonies : blépharospasme, torticolis spasmodique, spasme hémifacial ; spasticité : spasticité du membre supérieur ou inférieur, déformation dynamique du pied équin). Ce médicament est également utilisé en médecine esthétique afin d'atténuer temporairement certaines rides.

### En médecine générale
Le diosmectite (Smecta) est une argile thérapeutique utilisée en cas d’atteinte à la muqueuse digestive, en particulier le traitement de la diarrhée aiguë chez l’enfant et chez l’adulte et le traitement des douleurs liées aux affections œsogastroduodénales et coliques. Le Smecta existe dans une déclinaison sans ordonnance (Smectalia), qui traite les symptômes de la diarrhée aiguë et existe sous forme de poudre ou de sticks.
Le polyéthylène glycol (PEG) Forlax (Macrogol 4000) est un composant de haut poids moléculaire indiqué dans le traitement symptomatique de la constipation chez l’adulte et l’enfant. Déclinaison grand public, le Forlib est également pour le traitement symptomatique de la constipation occasionnelle chez l’adulte et l’enfant à partir de 8 ans. La formulation Fortrans (Macrogol 4000) est indiquée dans la préparation de l’intestin avant réalisation d’une coloscopie.
Le laxatif Eziclen (comprenant sulfate de sodium anhydre, sulfate de magnésium heptahydraté, sulfate de potassium) est un médicament indiqué dans le lavage intestinal chez l’adulte.
L'Etiasa est médicament indiqué dans le traitement de colite ulcéreuse ou de forme légère à modérée de la maladie de Crohn.
Ipsen commercialise également des compléments alimentaires : Smebiocta Confort et Smebiocta Protect (souches de ferments lactiques pour l'équilibre intestinal), ainsi que le dispositif médical Smenogas contre les gaz et ballonnements (sans ordonnance).

### Autres domaines thérapeutiques
Le Tanakan est un neuroprotecteur et un anti-ischémique. Ce médicament est composé d’un extrait quantifié de Ginkgo biloba EGb. L’EGb est constitué de différents principes actifs (40 substances) dont les principaux sont les hétérosides de Ginkgo (24 %), les ginkgolides et le bilobalide (6 %).
Le febuxostat (Adénuric) est un uricofreinateur. Il inhibe la production d’acide urique. Ce médicament est indiqué dans le traitement de l’hyperuricémie chronique dans les cas où un dépôt d’urate s’est déjà produit.
L'Adrovance est un composite associant le bisphosphonate, l’alendronate, et la vitamine D3. Ce médicament est indiqué dans le traitement de l’ostéoporose post-ménopausique.
Le Bilvay est un le traitement du prurit cholestatique chez les patients âgés de plus d’un an et atteints du syndrome d’Alagille (SAG), autorisé par la FDA en juin 2023.

## Recherche et développement
En 2017, environ 700 employés de l'entreprise sont affectés à la recherche et développement et aux activités de chimie, de fabrication et de contrôle. Entre 2020 et 2024, les dépenses en recherche et développement sont passées de 15 % à 20 % du chiffre d'affaires de l'entreprise.

### Recherche interne
En oncologie, Ipsen est actif dans le développement radiopharmaceutique. La thérapie radionucléide ciblée (Targeted Radionuclide Therapy) utilise la capacité des peptides ou des petites molécules à cibler des récepteurs spécifiques pour qu’un radionucléide atteigne directement la tumeur. Cette approche diagnostique et thérapeutique ouvre des opportunités pour le diagnostic et le traitement de la maladie. Ipsen développe de nouveaux produits radiopharmaceutiques, qui ciblent le récepteur de la somatostatine SSTR2 pour traiter les tumeurs neuroendocrines, et le récepteur de la neurotensine 1 pour traiter le cancer du pancréas.
En neurosciences, Ipsen est actif dans la recherche en neurotoxines et dans l’application de techniques recombinantes pour créer de nouveaux médicaments à base de toxine botulique, avec des durées et délais d’action différents. Les cliniciens ont ainsi la possibilité de choisir la neurotoxine la plus adaptée pour chaque patient.

### Politiques de partenariats
La R&D interne est complétée par une politique de partenariats qui vont du stade de recherche fondamentale jusqu’au développement clinique. Ipsen met en place des collaborations académiques, avec des start-ups et des fonds d’investissements : Arix, BioLabs, MD Anderson, Massachussetts General Hospital, la Harvard Medical School , Boston Children’s Hospital, the Broad Institute à Boston, Biostar à Singapour, l’Université de Stockholm et le CNRS en France. Il conclut également des partenariats sur des projets précis avec des entreprises de biotechnologies innovantes, lui permettant d’accéder à des technologies nouvelles pour la découverte de nouveaux candidats médicaments.

### Centres de recherche
En 2019, les dépenses d’Ipsen en R&D ont atteint 389 millions d’euros, représentant 15 % du CA. La recherche et développement (R&D) d'Ipsen est focalisée sur les peptides et les toxines. En 2015, les dépenses de R&D sont de 193 millions d’euros, soit 13 % du CA.
Les principaux laboratoires de recherche et développement  d’Ipsen se situent aux Ulis, dans la zone de Courtaboeuf, à Cambridge (Massachusetts, États-Unis) et à Slough-Oxford (Royaume-Uni). Installés au sein de "clusters" scientifiques permettant d’être à proximité des grands instituts de recherche académiques, de centres médicaux de pointe et d’entreprises technologiques. En France, Ipsen travaille ainsi notamment avec l’École polytechnique, l’INSERM, le CNRS et le CEA.

## Fondation Ipsen
La Fondation Ipsen pour la recherche thérapeutique est créée en 1983 sous l'égide de la Fondation de France et soutient les travaux pour la recherche thérapeutique. Elle soutient notamment la recherche sur le vieillissement, les neurosciences et les interactions entre biologie et médecine.
La Fondation Ipsen initie à partir de 2007 plusieurs séries de réunions en partenariat avec le Salk Institute, le Karolinska Institutet, le Massachusetts General Hospital, la Fondation DMMGF (Days of Molecular Medicine Global Foundation), ainsi qu’avec les revues Nature, Cell et Science. La Fondation Ipsen a publié plus d’une centaine d’ouvrages et a attribué plus de 250 prix et bourses.
Les présidents de la Fondation Ipsen ont été : Yves Christen (1983-2016); Daniel Louvard (février-novembre 2017); James A. Levine (décembre 2017) .

## Activité de lobbying
Aux États-Unis, selon le Center for Responsive Politics, les dépenses de lobbying d'Ipsen s'élèvent en 2018 à 280 000 dollars.
Auprès des institutions de l'Union européenne, Ipsen est inscrit depuis 2012 au registre de transparence des représentants d'intérêts auprès de la Commission européenne, et déclare en 2017 pour cette activité des dépenses annuelles d'un montant compris entre 100 000 et 200 000 euros.
En France, Ipsen et Ipsen Pharma déclarent à la Haute Autorité pour la transparence de la vie publique exercer des activités de lobbying en France pour un montant qui n'excède pas, respectivement, 10 000 euros et 100 000 euros sur l'année 2017. Ipsen contribue également au lobby G5, qui déclare un montant inférieur à 200 000 euros pour l'année 2017.

## Actionnariat
En 2021, les principaux actionnaires sont  :
| Nom                           | Actions    | %      |
| Beaufour et Schwabe (famille) | 47 200 000 | 56,4 % |
| Oddo BHF Asset Management.    | 2 300 000  | 2,8 %  |
| BNP Paribas                   | 1 300 000  | 1,5 %  |

L'actionnariat resté majoritairement au sein de la famille du fondateur est un fait rare dans l'industrie pharmaceutique.